# Melanagromyza ocellata
Melanagromyza ocellata är en tvåvingeart som beskrevs av Spencer 1961. Melanagromyza ocellata ingår i släktet Melanagromyza och familjen minerarflugor.
Artens utbredningsområde är Madagaskar. Inga underarter finns listade i Catalogue of Life.